# Il gioco della mosca
Il gioco della mosca è un'opera di Andrea Camilleri pubblicata dalla casa editrice Sellerio nel 1995.

## Trama
L'autore, rifacendosi alla sua infanzia e adolescenza, riporta il significato e le piccole storie da cui sono nati proverbi locali, modi dire, espressioni dialettali e aneddoti del suo paese che gli venivano raccontati dai suoi parenti paterni e materni, così come nel tempo si erano tramandati e dei quali egli ora vuole conservare la memoria spesso sorridendone al ricordo.
Camilleri ci dà con questo libriccino uno spaccato di una Sicilia ormai passata, precedente e coeva alla seconda guerra mondiale, con numerosi riferimenti a Leonardo Sciascia e Luigi Pirandello, spesso presenti nei ricordi dell'autore in altre sue opere.

### Il gioco della mosca
Particolarmente significativa è la descrizione del "gioco della mosca", inventato dai ragazzini di Porto Empedocle, tra i quali lo stesso Camilleri.
Nel periodo più caldo dell'anno, un gruppo di ragazzini si stendevano a cerchio e a pancia in giù sull'arenile mettendo davanti ai loro occhi una monetina di venti centesimi: da quel momento aspettavano che una mosca si posasse su una delle monete che era stata trattata, magari sputandoci sopra saliva zuccherata, in modo da attirarla. Il proprietario della moneta visitata dalla mosca era il vincitore e poteva prendersi tutto il resto del gruzzolo. Era vietato parlare, muoversi e persino leggere per far passare il tempo, perché il rumore delle pagine sfogliate avrebbe potuto far fuggire l'insetto. Si rimaneva ad aspettare per ore o anche per giorni: se la mosca non arrivava, infatti, il gioco veniva riproposto l'indomani. Anche se qualcuno aveva trovato il modo di barare...
Insomma quei ragazzini, senza saperlo, praticavano una specie di meditazione trascendentale alla quale Camilleri attribuisce un grande valore:

## Edizioni
- Andrea Camilleri, Il gioco della mosca, 32ª edizione, Sellerio, 1997,  pagg.104, EAN 9788838913877.